# Carlos "Patato" Valdés
Carlos Valdés ((La Habana)) 4 de noviembre de 1926, Cuba - 4 de diciembre de 2007, Nueva York) comenzó a tener una marcada presencia en el ambiente sonero de los años 4o cubanos durante la llamada era de los conjuntos.
De las agrupaciones que integra el Patato entonces destacan el Conjunto Kubavana, fundado en La Habana de finales de 1943 por el cantante Alberto Ruiz y el trompetista Alfredo "Chocolate" Armenteros con la finalidad de cubrir en el Cabaret "Zombie Club" la plaza vacante que deja el Conjunto Casino que viaja a México.
Como parte del Kubavana, junto a la trilogía vocal de Alberto Ruiz, Orlando Vallejo y Carlos Querol, Patato efectúa las primeras grabaciones para el sello RCA Victor. 
Luego pasará a formar parte del Conjunto Casino sustituyendo al percusionista Oliverio Valdés, hermano de Miguelito Valdés. En este conjunto alcanzará su consagración en Cuba entre los años 1947 y 1955. En 1951 comienza sus experimentaciones para superar el obstáculo que representaban las congas de tensión fija. Aseguraba el maestro Tata Güines que fue Patato el primero en utilizar dos congas con afinación, ideando un sistema de llaves que desarrolla en un taller del barrio habanero Santos Suárez.
En sus apariciones en el famoso "Show del Mediodía", espacio televisivo de una hora de duración que de lunes a viernes ameniza el Conjunto Casino en directo, Patato desarrolla populares coreografías con las guarachas "El baile del pingüino"; "El baile del Tirabuzón" y el "Baile de la Salchicha", entre otros, combinando desde entonces su teatralidad con una sólida y original musicalidad en la percusión que siempre le identificó en todos los escenarios.
En 1955 decide trasladarse a Nueva York donde continúa desarrollando su extensa trayectoria. Desde esa época, en la gran ciudad, será presencia habitual junto a importantes figuras del jazz y la música latina.Cándido Camero y Mongo Santamaría, Kenny Dorham, Tito Puente, Herbie Mann, Dizzy Gillespie. Al ver que sus intenciones melódicas se frustraban por las limitaciones de los instrumentos de tensión fija, Patato creó las congas afinables.

## Enlaces
- Obituary in The Times, 11 de diciembre de 2007

- Datos: Q947392